# Большая Косинская улица
Больша́я Коси́нская у́лица — улица, расположенная в Восточном административном округе города Москвы на территории района Косино-Ухтомский. Является одной из основных улиц района.

## История
Названа по главной улице бывшего посёлка Косино, присоединённого к Москве в 1985 году, название утверждено 11 декабря 1985 года.
В 1986 году к Большой Косинской улице были присоединены несколько улиц, часть из которых были одноимённы с уже имеющимися в Москве.

## Расположение
Большая Косинская улица расположена между улицей Николая Старостина и Каскадной улицей. Нумерация домов начинается от Каскадной улицы.
Идёт от улицы Николая Старостина на юго-восток, затем меняет направление на южное, а потом и на юго-западное. По пути к улице с востока примыкают улицы Оранжерейная, Чёрное Озеро и Оренбургская; с запада — Заозёрная, Красносолнечная и Муромская улицы. Проходит под Новоухтомским шоссе и эстакадой для въезда в Москву. Заканчивается переходом в Каскадную улицу.

## Примечательные здания и сооружения
Здания
- Дом 1 — ОВД «Косино-Ухтомский».
- Дом 18Б — детский сад № 50.
- Дом 20, корпус 1 — управа района Косино-Ухтомский.
- Дом 45 — Детский морской клуб и памятник адмиралу Нахимову

Сооружения
Косинский храмовый комплекс (дом 29), включает:
- Храм Святителя Тихона
- Храм Святителя Николая
- Храм Успения Пресвятой Богородицы

## Природные достопримечательности
Вдоль Большой Косинской улицы (середина улицы) расположены два озера: Белое и Чёрное, входящие в комплекс Косинских озёр. В Белом озере разрешено купание.

## Транспорт

### Автобус
- 79: до метро «Выхино» и метро «Новокосино».
- 602: до метро «Выхино».
- 723: до железнодорожный станций «Реутово» и «Люберцы I».
- 772: до метро «Выхино» и железнодорожной станции «Косино»
- 773: до железнодорожный станций «Реутово» и микрорайона «Кожухово».

### Метро
- Станции метро «Лермонтовский проспект» Таганско-Краснопресненской линии и «Косино» Некрасовской линии — в начале улицы, недалеко от платформы «Косино».
- Станция метро «Новокосино» Калининской линии - в 2 км от северного конца улицы.

### Железнодорожный транспорт
- Железнодорожная платформа «Косино» Рязанского и Казанского направлений МЖД — в начале улицы.